# Valaóra
Valaóra är en ort i Grekland.   Den ligger i prefekturen Nomós Evrytanías och regionen Grekiska fastlandet, i den centrala delen av landet, 230 km nordväst om huvudstaden Aten. Valaóra ligger 491 meter över havet och antalet invånare är 204.
Terrängen runt Valaóra är kuperad österut, men västerut är den bergig. Runt Valaóra är det glesbefolkat, med 10 invånare per kvadratkilometer. Närmaste större samhälle är Epinianá, 18,3 km nordost om Valaóra. 